# Jean Léturgie
Jean Léturgie, född 24 december 1947, är en fransk serieskapare.
Léturgie började som redaktörsmedlem på diverse franska serietidningar under 1970-talet. 1982 publicerades hans första egna serie, Percevan, med teckningar av Philippe Luguy, som alltjämt fortgår. I och med det andra Percevanalbumet inleddes Léturgies mångåriga samarbete med Xavier Fauche.
Tillsammans kom Léturgie och Fauche att skriva flera Lucky Luke-album, och paret skapade också spinoff-serien Ratata. Tillsammans med Pearce skapade Léturgie ytterligare en Lucky Luke-spinoff: Lucky Kid.
I slutet av 1990-talet avslutade Léturgie sitt arbete med Lucky Luke och dess dotterserier, för att övergå till att skapa egna serier, bland annat tillsammans med sonen Simon Léturgie, åt det nystartade, egenägda, serieförlaget John Eigrutel Productions.